# Laguna Golf & Country Club
De Laguna Golf & Country Club is een golf- en countryclub in Singapore. De golfclub beschikt over twee golfbanen: de Masters Course en de World Classic Course Beide golfbanen werden in 1991 geopend en tevens ontworpen door de golfbaanarchitect Andy Dye. De World Classic wordt gezien als de moeilijkste baan van Azië waar de course rating 76,4 en de slope rating 162 is.
De openbare club werd in 1993 opgericht door de Laguna National Golf en Country Club Ltd. Toen Peter Kwee de club in 2001 kocht, had deze 1700 leden. De club was niet meer openbaar, hij renoveerde de gebouwen en liet een spa aanleggen. Het ledenaantal steeg tot ruim 3000 waarvan 2000 ook lid van de golfclub zijn.

## Toernooien
- Singapore Open en de Merlion Masters van de Aziatische PGA Tour
- Caltex Singapore Masters van de Europese en Aziatische Tour, op de Masters Course (2002-2007)
- Ballantine’s Legend’s of Golf: 2002 (Europese Senior Tour)
- The Championship at Laguna National: 2014